# 海丰县苏维埃政府旧址
海丰县苏维埃政府旧址，位于中国广东省汕尾市海丰县海城镇人民南路西段，为海丰县的一个县级文物保护单位，类型为近现代重要史迹及代表性建筑，公布时间为1963年。
海丰县苏维埃政府旧址的历史年代为1927-1928年。

## 历史
该址原为明、清两朝衙门。1927年10月，海风人民在中国共产党和彭湃领导下，进行了第三次武装起义，并取得成功。
同年11月21日，海丰苏维埃政府宣告成立，办公地点设在该处。
1957年，该址大部分建筑物被改建为彭湃纪念医院。文化大革命期间，大门石牌坊被拆毁，至此原貌已完全改变。